# Schweizer Meisterschaften im Telemark 2015
Die Schweizer Meisterschaften im Telemark 2015 fanden vom 27. bis 29. März 2015 in Vals statt. Die Rennen wurden auf der Valser Piste ausgetragen. Es fanden Wettbewerbe in zwei Altersgruppen statt sowie eine freie Gruppe für jedermann (Fun). Austräger war der Schweizer Skiverband Swiss-Ski gemeinsam mit dem Snowboardclub Vals und den Sportbahnen Vals.

## Streckendaten
| Startzeit 1. Lauf      | 10:30 Uhr              |
| Startzeit 2. Lauf      | 13:30 Uhr              |
| Seehöhe Start 1. Lauf  | 2223 m                 |
| Seehöhe Start 2. Lauf  | 2223 m                 |
| Seehöhe Ziel 1. Lauf   | 2073 m                 |
| Seehöhe Ziel 2. Lauf   | 2071 m                 |
| Höhendifferenz 1. Lauf | 150 m                  |
| Höhendifferenz 2. Lauf | 152 m                  |
| Kurssetzer 1. Lauf     | Bonny Michel (SUI)     |
| Kurssetzer 2. Lauf     | Stoffel Margrit (SUI)  |
| Tore 1. Lauf           | 29                     |
| Tore 2. Lauf           | 30                     |
| Wetter                 | schön                  |
| Schnee                 | hart                   |
| Temperatur             | Start 3 °C / Ziel 5 °C |

## Ergebnis Frauen

### Elite
| Platz | Name                            | Zeit 1.     | Zeit 2.     | Gesamt      |
| ----- | ------------------------------- | ----------- | ----------- | ----------- |
| 01    | Amélie Reymond (Mouch’Paba)     | 1:01,92 min | 1:02,16 min | 2:07,08 min |
| 02    | Beatrice Zimmermann (SK Stans)  | 1:07,93 min | 1:03,47 min | 2:12,40 min |
| 03    | Simone Oehrli (Telemark Gstaad) | 1:06,04 min | 1:05,07 min | 2:16,11 min |
| 04    | Priska Schmid (SC Sörenberg)    | 1:07,83 min | 1:05,69 min | 2:18,52 min |
| 05    | Birgit Göldi (SC Høyanger)      | 1:28,86 min | 1:41,14 min | 3:23,00 min |

### Juniorinnen
| Platz | Name                                    | Zeit 1.     | Zeit 2.     | Gesamt      |
| ----- | --------------------------------------- | ----------- | ----------- | ----------- |
| 01    | Amélie Cotter (Mouch’Paba)              | 1:11,08 min | 1:09,88 min | 2:29,96 min |
| 02    | Barmaz Colette (Telemark-demoteam Sion) | 1:22,93 min | 1:18,74 min | 2:44,67 min |
| 03    | Ariane Sierro (Telemark-demoteam Sion)  | 1:23,08 min | 1:18,86 min | 2:52,94 min |
| 04    | Juliette Solliard (Mouch’Paba)          | 1:30,23 min | 1:25,84 min | 3:20.07 min |

## Ergebnis Männer

### Elite
| Platz | Name                                    | Zeit 1.     | Zeit 2.     | Gesamt      |
| ----- | --------------------------------------- | ----------- | ----------- | ----------- |
| 01    | Bastien Dayer (Mouch’Paba)              | 56,84 s     | 1:00,27 min | 2:05,11 min |
| 02    | Reto Niederberger (Dallenwil)           | 1:01,24 min | 1:01,68 min | 2:05,92 min |
| 03    | Daniel Forrer (SC Schwarzsee)           | 1:03,92 min | 1:02,18 min | 2:08,10 min |
| 04    | Stefan Matter (Telemark Club Engelberg) | 1:06,25 min | 1:00,15 min | 2:08,40 min |
| 05    | Martin Echser (SC Maderanertal)         | 1:04,96 min | 1:05,33 min | 2:11,29 min |
| 06    | Thomas Rufer (Double Diamonds Thun)     | 1:01,49 min | 1:07,38 min | 2:12,87 min |
| 07    | Leonhard Müller (WSV Unterjoch)         | 1:06,48 min | 1:06.40 min | 2:18,88 min |
| 08    | Ueli Mattmann (Ebikon)                  | 1:07,12 min | 1:08,84 min | 2:18,96 min |
| 09    | Michael Müller (TV Unterschnitt)        | 1:04,23 min | 1:06,17 min | 2:19,40 min |
| 10    | Thomas Orlovius (Deutschland)           | 1:07,64 min | 1:05,21 min | 2:23,85 min |

### Junioren
| Platz | Name                                            | Zeit 1.     | Zeit 2.     | Gesamt      |
| ----- | ----------------------------------------------- | ----------- | ----------- | ----------- |
| 01    | Nicolas Michel (Ski club Vex-les Collons-Thyon) | 57,61 s     | 57,35 s     | 1:54,96 min |
| 02    | Julien Nicaty (Ski Club Gryon La Berra)         | 1:00,55 min | 59,55 s     | 2:03,10 min |
| 03    | Romain Beney (Ski-Club Sion)                    | 1:03,47 min | 1:03,41 min | 2:13,88 min |
| 04    | Maxime Mossel (Mouch’Paba)                      | 1:05,33 min | 1:04,86 min | 2:20,19 min |
| 05    | Louis Uber (Deutschland)                        | 1:11,19 min | 1:04,85 min | 2:22,04 min |
| 06    | Max Sautter (Deutschland)                       | 1:09,79 min | 1:09,46 min | 2:26,25 min |
| 07    | Valentin Roduit (Telemark-Demoteam Sion)        | 1:08,92 min | 1:09,80 min | 2:29,72 min |
| 08    | Cyril Pignolet (Telemark-Demoteam Sion)         | 1:13,51 min | 1:10,32 min | 2:31,83 min |
| 09    | Vincent Rey (Mouch’Paba)                        | 1:15,55 min | 1:12,53 min | 2:34,08 min |
| 10    | Léo Solliard (Mouch’Paba)                       | 1:24,35 min | 1:21,14 min | 2:59,49 min |

## Ergebnis Fun

### Frauen
| Platz | Name                                   | Gesamt      |
| ----- | -------------------------------------- | ----------- |
| 01    | Myriam Huguet (Telemark Demoteam Sion) | 1:13,64 min |
| 02    | Christine Fasel                        | 1:15,78 min |
| 03    | Miriam Stauffacher (Krummenau)         | 1:29,72 min |

### Herren
| Platz | Name                                  | Gesamt      |
| ----- | ------------------------------------- | ----------- |
| 01    | Armin Beckerbauer (Telemark Obwalden) | 1:08,17 min |
| 02    | Bernhard Fasel                        | 1:12,88 min |
| 03    | Lukas Rüsch                           | 1:14,91 min |
| 04    | Tino Tresch (TV Stans)                | 1:24,64 min |
| 05    | Jarle Steffensen                      | 1:27,40 min |
| 06    | Alexis Solliard (Mouch’Paba)          | 1:32,10 min |
| 07    | Maurus Schwarz (Vals)                 | 1:32,68 min |
| 08    | Danilo Sgier (Skischule Vals)         | 1:45,28 min |
| 09    | Lambert Liesenberg (Melchsee-Frutt)   | 1:53,98 min |